# ۴٬۱-دی‌اکسان
۴،۱-دی‌اکسان (به انگلیسی: 1,4-Dioxane) یک ترکیب شیمیایی است.